# SETKÁNÍ/ENCOUNTER
SETKÁNÍ/ENCOUNTER je mezinárodní nesoutěžní festival divadelních škol v Brně. Hlavními organizátory jsou studenti Ateliéru divadelní produkce a jevištní technologie Janáčkovy akademie múzických umění (JAMU). Ředitel festivalu je jmenován uměleckou radou Divadelní fakulty JAMU. Po 28 let jím byl prof. Mgr. Petr Oslzlý, od roku 2019 byl ředitelem jmenován doc. MgA. Michal Zetel, Ph.D.

## Historie
V roce 1991 stála u zrodu festivalu vedle JAMU i Divadelní fakulta Akademie múzických umění v Praze (DAMU) a Vysoká škola múzických umění v Bratislavě (VŠMU). Tyto školy tvoří stabilní jádro účastníků festivalu dodnes.
Impulzem k uskutečnění prvního „setkání“ uměleckých škol bylo zahájení provozu divadelního Studia Marta. První setkání inspirovalo účastníky k rozvoji myšlenky a k postupnému rozšiřování festivalu za hranice československého státu. Později se připojily další evropské státy, následované zeměmi z ostatních kontinentů.

## Termín a místo konání
Festival se již pravidelně koná v dubnu po dobu pěti dnů na čtyřech brněnských divadelních scénách (Divadlo Husa na provázku, HaDivadlo, Divadelní studio Marta a Divadlo Na Orlí). 

## Program
Vedle přibližně 20 festivalových představení v rámci hlavního programu mohou diváci navštívit představení doprovodného programu (prezentující tvorbu studentů JAMU), dále pak workshopy, přednášky, ranní diskuse, výstavy či koncerty.

## Účastníci festivalu
Každoročně se festivalu účastní 10–15 souborů z uměleckých vysokých škol, jejichž představení jsou vybírána na základě předem zaslaných přihlášek. Dosud jej navštívily školy ze 40 zemí napříč všemi kontinenty. Festival je také otevřen návštěvníkům z řad odborné i široké veřejnosti.

## Ocenění
Ačkoliv není festival soutěžní, mezinárodní porota složená ze zástupců profesionálních odborníků z oblasti divadla uděluje ocenění Marta jako výraz uznání za mimořádné umělecké výkony studentů, kteří se podíleli na vzniku inscenací zařazených do hlavní přehlídky festivalu. 
Kterékoli z ocenění je možno udělit pouze uměleckému počinu studentů.